# Archiprezbiterat Vagos
Archiprezbiterat Vagos − jeden z 10 wikariatów diecezji Aveiro, składający się z 11 parafii:
- Parafia w Calvão
- Parafia w Covão do Lobo
- Parafia w Fonte de Angeão
- Parafia w Gafanha da Boa-Hora
- Parafia w Ouca
- Parafia w Ponte de Vagos
- Parafia w Santa Catarina
- Parafia w Santo André de Vagos
- Parafia w Santo António de Vagos
- Parafia w Soza
- Parafia w Vagos